# Gnophos lutipennaria
Gnophos lutipennaria är en fjärilsart som beskrevs av Fuchs 1900. Gnophos lutipennaria ingår i släktet Gnophos och familjen mätare. Inga underarter finns listade i Catalogue of Life.